# (2209) Tianjin
(2209) Tianjin (1978 US1) – planetoida z pasa głównego asteroid okrążająca Słońce w ciągu 4,8 lat w średniej odległości 2,85 au. Odkryta 28 października 1978 roku.